# Documento de identidad (Grecia)
El documento de identidad de Grecia (en griego: Δελτίο Ταυτότητας, AFI: [ðelˈti.o tafˈtotitas]), más conocido como identidad policial (en griego, αστυνομική ταυτότητα, AFI: [astinomiˈci tafˈtotita]), es un documento oficial de la República Helénica.
Es obligatorio para todos los ciudadanos griegos mayores de 12 años y es emitido por la Policía Helénica. Los ciudadanos están obligados a traerlo siempre consigo y a mostrarlo cuando lo soliciten las autoridades, de lo contrario es posible trasladarlos a la comisaría de policía más cercana para su identificación. El pasaporte griego se considera un documento de identificación equivalente al carnet de identidad, así como el permiso de conducir.
Dado que Grecia es miembro del Tratado de Schengen, el documento de identidad griego es un documento de viaje válido entre los países miembros de dicho tratado. El nombre también está escrito en caracteres latinos desde el año 2000, mientras que los antiguos carnets de identidad siguen siendo válidas y los países miembros del Tratado de Schengen están obligados a reconocerlos como documentos de viaje válidos. Además, el carnet de identidad se utiliza para identificar los rostros de los ciudadanos en los procesos electorales (local, regional, nacional y europeas). Los documentos de identidad, que antes tenían 15 años de validez, ahora caducan 10 años después de su emisión. Por ejemplo, si uno quiere renovar su pasaporte pero su identificación fue emitida hace 10 años o más, no será aceptada y tendrá que cambiar primero su documento de identidad. La validez de 15 y de 10 años no ha sido ampliamente conocida por el público, lo que ha provocado problemas con la emisión de documentos importantes.

## Identidad policial
A menudo se emplea el nombre identidad policial en lugares donde puede haber un malentendido sobre a qué identificación nos referimos. Por ejemplo, si a un estudiante le piden su identidad en la escuela, no hace falta decir que se le pide su carnet de estudiante. Para aclarar el caso en el que se solicita el documento de identidad, la gente suele referirse a él como identidad "policial". 

## Descripción del antiguo documento de identidad
En el anverso está la firma del titular, una fotografía estándar en blanco y negro, grupo sanguíneo y RH (opcional) y los datos del documento de identidad (número, lugar y fecha de emisión, equipo de expedición). En el reverso está el apellido, el nombre y el nombre de lo(s) ascendiente(s) legal(es) del titular en caracteres griegos y latinos, así como la fecha y lugar de nacimiento, la altura, el municipio en el que está registrado el titular y el equipo que emite la identidad. 
Antes de 2005, el documento de identidad era obligatorio para los ciudadanos mayores de 14 años, e incluía otros campos que, a partir de 2002, fueron eliminados por razones de protección de datos y/o porque no son necesarios para identificar a alguien: 
- profesión
- religión
- domicilio
- nombre del cónyuge
- forma de la cabeza
- huella dactilar del dedo índice de la mano derecha
- color de ojos y cabello

## Especificaciones del antiguo documento de identidad
El carnet de identidad griego está hecho de papel multicapa con dimensiones de 11 x 6,5 cm. Para evitar la falsificación, el papel en el que está impreso tiene una marca de agua, un hilo de seguridad y elementos de fotopolimerización, pero no tiene características de seguridad (por ejemplo, microchips, hologramas, etc.) que se encuentran en documentos de identidad de otros países. Sin embargo, Grecia tiene la tecnología y la experiencia para imprimir documentos de alta seguridad y permisos de conducir.

## Identidades con datos biométricos
Desde 2010, el personal policial, los guardias especiales y los guardias fronterizos tienen identidades de alta seguridad que cumplen con los estándares internacionales de calidad. En el pasado, ha habido planes no oficiales para cambiar a un nuevo tipo de carnet de identidad, que posiblemente podría llevar el número de seguridad social del titular, una foto biométrica y otras características de seguridad, del tamaño de una tarjeta de crédito. Tras los atentados de París en 2015, el Ministerio del Interior consideró cambiar a las nuevos carnets de identidad para armonizarlas con los estándares de seguridad internacionales ante la presión de Estados Unidos para restablecer los requisitos de visa para los ciudadanos griegos. El 11 de marzo de 2016, el Ministerio del Interior creó un comité para crear un plan de los nuevos carnets. Según los informes, la legislación entrará en vigor en 2017, tras una licitación abierta. El 23 de julio de 2017, el viceministro del Interior declaró en una entrevista que se había presentado una enmienda al Parlamento griego para cambiar el formulario con una decisión ministerial. Con el artículo 158 de la Ley 4483/2017 se le ofreció al Ministro del Interior la posibilidad de agregar datos del titular no especificados por ley y determinar los detalles necesarios sobre los carnets. El 30 de abril de 2018 se publicó en el Diario del Gobierno la Decisión Ministerial, que establece los procedimientos para la emisión y diseño de los nuevos carnets de identidad, estableciendo un procedimiento para la sustitución de los antiguos carnets en un plazo de 5 años con base en el apellido del titular. Se esperaba que la publicación comenzara en el primer semestre de 2018, pero se retrasó debido a un cuestionamiento de las características técnicas por parte de la entonces dirección de la Cámara. El 18 de abril de 2019, empezó el proceso de licitación para la creación de un nuevo Sistema Integrado de Información para Formularios de Seguridad con el fin de emitir nuevos carnets de identidad, así como todos los documentos de seguridad.
Con el cambio de gobierno, la licitación fue cancelada por el ministro de Protección Civil, Michalis Chrysochoidis, al considerar que las características de los nuevos carnets eran insuficientes y que se anunciaría una nueva licitación, mientras que posteriormente el ministro de Gobernanza Digital, Kyriakos Pierrakakis, anunció que los nuevos documentos de identidad se basarán en el modelo estonio, con el que el ciudadano podrá llevar a cabo sus transacciones con el Estado. El 21 de diciembre de 2019, se inició el proceso de licitación en la Jefatura de la Policía Helénica, mediante el envío de invitaciones de interés a un número suficiente de organismos especializados, para la creación de un nuevo Sistema Integrado de Información para Formularios de Seguridad para la impresión y personalización de formularios de seguridad, incluido el nuevo documento de identidad para ciudadanos griegos. Tras la prolongación de la vigencia de los pasaportes griegos a diez años, el proceso fue cancelado por disminución del costo total. Sin embargo, el gobierno griego decidió iniciar un nuevo proceso de licitación solo para los nuevos carnets de identidad para que Grecia evite ser excluida de programas de liberalización de visas. La emisión de los nuevos carnets de identidad comenzó en el 25 de septiembre de 2023. 
Los nuevos carnets de identidad griegos son de formato ID-1 (dimensiones de las tarjetas de crédito) e incluyen medidas de seguridad físicas y electrónicas, de acuerdo con el reglamento europeo pertinente. Sus principales características son la fotografía a color de su titular, dos números, uno de los cuales será único, los datos biométricos (huella dactillar e iris del ojo), la fecha de caducidad (10 años después de su emisión) y un circuito electrónico que certifica íntegramente y en todo momento los datos de la persona representada.